# Zjednoczona Partia Komunistyczna
Zjednoczona Partia Komunistyczna (język holenderski: Verenigde Communistische Partij) – holenderska partia polityczna powstała w wyniku rozłamu w Nowej Partii Komunistycznej Holandii.

## Historia
VCP oderwała się od NCPN z powodu niezadowolenia z centralistycznych struktur partii, a także spór o to, czy partia powinna prowadzić politykę kompromisu w radzie miejskiej w Reiderland, w której NCPN była reprezentowana.

## Wybory
W wyborach w 2006, VCP uzyskała 707 głosów w Scheemda (10%), tracąc jeden ze swoich mandatów
W 2009 zdobyła 1138 (8,5%) i dwa miejsca w nowej gminie Oldambt.

## Ideologia
VCP jest partią komunistyczną i widzi społeczeństwo komunistyczne jako swój ostateczny cel z walką klasową do osiągnięcia komunizmu, socjalizm ma być etapem przejściowym. Partia jest zwolennikiem demokratycznego centralizmu.